# Ordinador quàntic de spin qubit

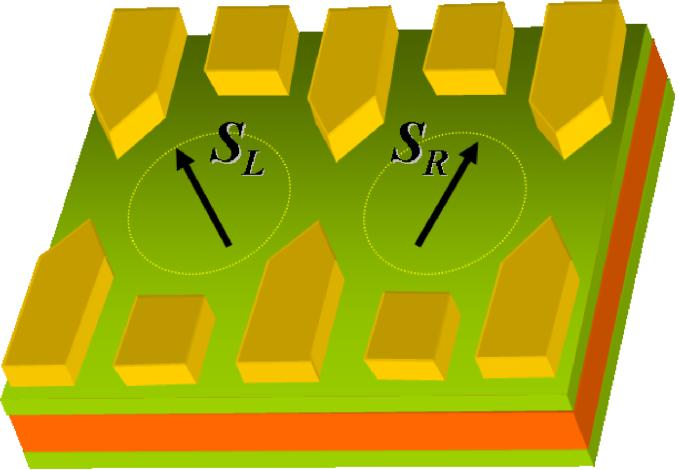
Un doble punt quàntic. Cada espín d'electrons S _{L} o S _{R} defineix un sistema quàntic de dos nivells, o un qubit de spin a la proposta de Loss-DiVincenzo. Una porta estreta entre els dos punts pot modular l'acoblament, permetent operacions d'intercanvi.

L'ordinador quàntic de spin qubit és un ordinador quàntic basat en el control del gir dels portadors de càrrega (electrons i forats d'electrons) en dispositius semiconductors. El primer ordinador quàntic de spin qubit va ser proposat per primera vegada per Daniel Loss i David P. DiVincenzo el 1997, també conegut com l'ordinador quàntic Loss–DiVicenzo. La proposta era utilitzar el grau de llibertat d'espín intrínsec d'electrons individuals confinats en punts quàntics com a qubits. Això no s'ha de confondre amb altres propostes que utilitzen el spin nuclear com a qubit, com l'ordinador quàntic Kane o l'ordinador quàntic de ressonància magnètica nuclear.
Els qubits d'espín fins ara s'han implementat localment esgotant gasos d'electrons bidimensionals en semiconductors com l'arsenur de gal·li, silici i germani. Els qubits de gir també s'han implementat al grafè.
La proposta d'ordinador quàntic Loss–DiVicenzo va intentar complir els criteris de DiVincenzo per a un ordinador quàntic escalable, a saber:
- identificació de qubits ben definits;
- preparació de l'estat fiable;
- baixa decoherència;
- operacions precises de la porta quàntica i
- fortes mesures quàntiques.

Un candidat per a aquest ordinador quàntic és un sistema de punts quàntics laterals. El treball anterior sobre aplicacions de punts quàntics per a la computació quàntica va ser realitzat per Barenco i altres.